# 华山李氏宗祠
华山李氏宗祠，位于中国广东省茂名市化州市长岐镇旺岭村，为化州市文物保护单位，类型为古建筑，公布时间为2000年11月1日。
华山李氏宗祠的历史年代为明代。